# Parafia Ducha Świętego w Śremie
Parafia Świętego Ducha w Śremie – parafia rzymskokatolicka w dekanacie śremskim. Do parafii należy kościół pw. Św. Ducha w Śremie, zespół poklasztorny Klarysek oraz kościół św. Królowej Jadwigi w Pyszącej.
Od 2020 proboszczem jest ks. Marian Binek.

## Kościół filialny
Późnogotycki kościół z 1614 roku, przebudowany został w 1840 r., gdy znalazł się w rękach protestantów. Wnętrze kościoła pochodzi z okresu przebudowy z charakterystycznymi balkonami dla zborów ewangelickich. W ołtarzu głównym duży manierystyczny krucyfiks z około 1630 roku.

## Zespół poklasztorny Klarysek
Składający się z barokowej kaplicy Matki Boskiej Wniebowziętej i poklasztornego budynku z XVIII wieku, w przeszłości na tym miejscu znajdowała się siedziba klasztoru franciszkanów sprowadzonych do miasta w 1261 r., następnie od 1623 r. żeńskiego zakonu klarysek, a od 1855 r. zakonu jezuitów, obecnie znajduje się w nim Zakład Opiekuńczo-Leczniczy dla kobiet.